# Fiat G.55
FIAT G.55 Centauro — італійський поршневий винищувач часів Другої Світової Війни. Свій перший політ цей літак здійснив 30 квітня 1942 року. Пізніше в концерні FIAT був розроблений винищувач під назвою Fiat G.56, який відрізнявся від свого попередника лише іншим двигуном і більш потужним озброєнням і здійснив політ у березні 1944 року. Коли на початку 1943 року інтенсивність польотів бомбардувальників союзників над територією Італії зросла, виявилося, що італійська авіація не має відповідного винищувача для боротьби з ними на великих висотах. Характеристики Macchi MC.202 різко впали на висотах понад 8000 метрів, а його озброєння 4 км 12,7 мм було занадто слабким. З кількох машин, розроблених на той час, Fiat G.55 мав найкращі висотні характеристики. Літак був розроблений Джузеппе Габріеллі. Прототип піднявся в політ 30 квітня 1942 року. Випущено 130 одиниць цієї машини. Більшість з них були дислоковані на півночі Італії для захисту існуючих там промислових підприємств. У зв'язку з пошкодженням заводу Fiat внаслідок бомбардувань виробництво літака було припинено. Тому в бойових частинах ці машини почали замінювати на Bf 109, що зустріло небажання пілотів, які вважали ці машини набагато гіршими.
Після закінчення війни Fiat почав виробництво версії G.55A, прототип якої був піднятий у повітря 5 вересня 1946 року. Це був винищувач і літак підвищення кваліфікації. Італійські сили закупили 19 одиниць цієї машини, крім того, 30 машин були продані в Аргентину і 19 в Єгипет. Крім того, була створена двомісна навчальна версія G.55B, італійські сили закупили 10 одиниць, а Аргентина — 15.
Розвитком цієї конструкції став Fiat G.56. Це був планер G.55, оснащений двигуном Daimler-Benz DB 603. Два прототипи були побудовані та випробувані навесні 1944 року. Вони були озброєні трьома 20-мм гарматами і розвивали максимальну швидкість 685 км/год.
До кінця Другої світової війни було випущено близько 105 таких літаків.
Після закінчення війни, в 1949—1954 роках, версії літаків FIAT G.55A і FIAT G.55B випускалися як навчальні літаки для експорту.